# Abrodictyum idoneum
Abrodictyum idoneum är en hinnbräkenväxtart som först beskrevs av Conrad Vernon Morton, och fick sitt nu gällande namn av Ebihara och K. Iwats. Abrodictyum idoneum ingår i släktet Abrodictyum och familjen Hymenophyllaceae. Inga underarter finns listade.